# سنسیو مانتووانی
سنسیو مانتووانی (ایتالیایی: Cencio Mantovani; ۱۷ اکتبر ۱۹۴۱ – ۲۱ اکتبر ۱۹۸۹) ورزشکار دوچرخه‌سواری پیست اهل ایتالیا بود.
وی در مسابقات کشوری و بین‌المللی در مجموع برندهٔ ۳ مدال نقره شده‌است.